# حرب لبنان 2006
حرب تموز أو حرب لبنان الثانية والتي تسمى في بعض وسائل الإعلام العربية الحرب الإسرائيلية على لبنان 2006 أو العدوان الإسرائيلي على لبنان أو مواجهة إسرائيل وحزب الله 2006 هي العمليات القتالية التي بدأت في 12 تموز/يوليو 2006 بين قوات من حزب الله اللبناني وقوات الجيش الإسرائيلي والتي استمرت 34 يوماً في مناطق مختلفة من لبنان، خاصة في المناطق الجنوبية والشرقية وفي العاصمة بيروت، وفي شمالي إسرائيل، في مناطق الجليل، الكرمل ومرج ابن عامر، وكانت الحرب تؤثر على منطقة هضبة الجولان أيضاً.

## الخلفية
في خضم الصراع العربي الإسرائيلي، وإصرار إسرائيل على إبقاء مختطفين لديها، وإصرار حزب الله لبنان على تبني تحريرهم، وبعد مرور حوالي 30 عاما على سجن بعض اللبنانيين (سمير القنطار) وبعد يأس المفاوضات غير المباشرة لإطلاق سراحه، قرر حزب الله أسر جنود إسرائيليين لتحرير بقية اللبنانيين وغيرهم من المعتقلات الإسرائيلية، وفي 12 يوليو 2006 شن حزب الله عملية الوعد الصادق، أدت إلى أسر جنود إسرائيليين، فبادرت مباشرة القوات الإسرائيلية وأقتحمت الجدار الحدودي ودخلت إلي الأراضي اللبنانية فكان حزب الله مترصدا لللإسرائيليين وقصف الدبابتين، فقتل 8 جنود إسرائيليين، من بينهم إيهود غولدفاسر وإلداد ريغف الذين أسرا إلى لبنان دون الإبلاغ عن مصرعهما، وجرح أحدا.
وفي اليوم التالي شن الجيش الإسرائيلي هجوما جويا على جنوب لبنان مستهدفا محطات الكهرباء ومطار بيروت وشبكة من الجسور والطرق مما أدى إلى مقتل العشرات، كما انضمت قوات بحرية إسرائيلية للهجوم، واستدعى الجيش الإسرائيلي فرقة احتياط مؤلفة من ستة آلاف جندي لنشرها سريعا شمال إسرائيل.
تحت تعليق إعادة الأسيرين إلى إسرائيل
وفي نفس اليوم قام الأمين العام لحزب الله حسن نصر الله بعقد مؤتمر صحفي أعلن فيه أن الجنديين الإسرائيليين تم ترحيلهما إلى مكان بعيد وأن العملية عملية فردية يتحمل مسؤوليتها الحزب وحده ولا علاقة للحكومة اللبنانية بها؛ وفي نفس المؤتمر دعا حسن نصر الله الحكومة الإسرائيلية للتفاوض الغير مباشر لإتمام تبادل الأسرى وهددها بأن قوات حزب الله جاهزة للتصعيد إذا بادرت هي بالتصعيد؛ وبعدها فرضت إسرائيل حصارا بحريا وجويا على لبنان.
سميت العملية العسكرية لأسر الجنديين بعملية «الوعد الصادق» حسب إعلام حزب الله بينما سميت العملية العسكرية الإسرائيلية لتحرير الجنديين عملية «الثواب العادل» من قبل الحكومة الإسرائيلية.
وتتابعت الأسماء حسب المعطيات فأشارت وسائل الإعلام الإسرائيلية إلى هذه الأحداث باسم «حرب لبنان الثانية» أو حرب إسرائيل الإولى مع العرب لضراوتها، ثم أصبح هذا الاسم«حرب إسرائيل الثانية» رسميا في إسرائيل.
واختلفت أهداف إسرائيل من العملية، منها إعادة الاسيرين ومنها ضرب بنى حزب الله ومنها تحطيم حزب الله ومنها الوصول إلى الليطاني لمنع صواريخ حزب الله وفي كل يوم من الحرب كان هدف جديد، وبالرغم من تعدد الاهداف إلا أن الحرب انتهت دون تحقيق هدف واحد.
واعتبرت بعض وسائل الإعلام العربي والإسلامي 
و هيئة تطوير العلاقات العربية البريطانية  العملية العسكرية عدوانا، في حين اعتبر مجلس أوروبا وبعض الدول الأعضاء في مجموعة الثمانية G8 تطورات الأحداث مقلقة جدا ومهددة لاستقرار الوضع في منطقة الشرق الأوسط رغم اعترافهم بحق إسرائيل بالدفاع عن مواطنيها. كان رد فعل الحكومة الإسرائيلية مبالغا فيه حسب قناعة التيارات اليسارية الإسرائيلية وكوفي عنان الذي صرح بأن الإسرائيليين إذا قاموا «بإنشاء ما وصفوه في الماضي بمنطقة أمنية أو إتفاق أمني فإنها ستكون منطقة أمنية لهم ولكن للآخرين ستكون احتلال وهذا سيكثف المقاومة».

## انقسام الموقف العربي بين الرفض الرسمي والتأييد الشعبيلحزب الله
لم يكن الموقف الغربي وحده منقسما على شرعية الاعتداء الإسرائيلي فقد شهد الصف العربي انقساما واضحا وخاصة في موقف كل من مصر والسعودية الرسمي التي وصف وزير خارجيتها عملية خطف الجنديين (عندما كان قتلهم في الهجوم غير معلوم) «بالمغامرات غير المسؤولة» وكانت السعودية ومصر قد أصدرت بيانا هاجمت فيه ما سمته «عناصر لبنانية» بسبب ما اعتبرته «مغامرة غير محسوبة دون الرجوع إلى السلطة الشرعية» ودون التنسيق مع الدول العربية ولكن بالرغم من ذلك خرجت مظاهرات مؤيدة لحزب الله في مصر رفعت بها أعلام لبنان وحزب الله وصور حسن نصر الله زعيم حزب الله وطالبت بدعم حزب الله عسكريا ضد إسرائيل، وأعلن مرشد جماعة الاخوان المسلمين بمصر محمد مهدي عاكف أن «جماعة الإخوان المسلمين مُستعدة لإرسال عدة آلاف من أعضائها للقتال إلى جوار حزب الله في لبنان في حربه مع إسرائيل».

## الخسائر الأضرار

### نزوح اللبنانين

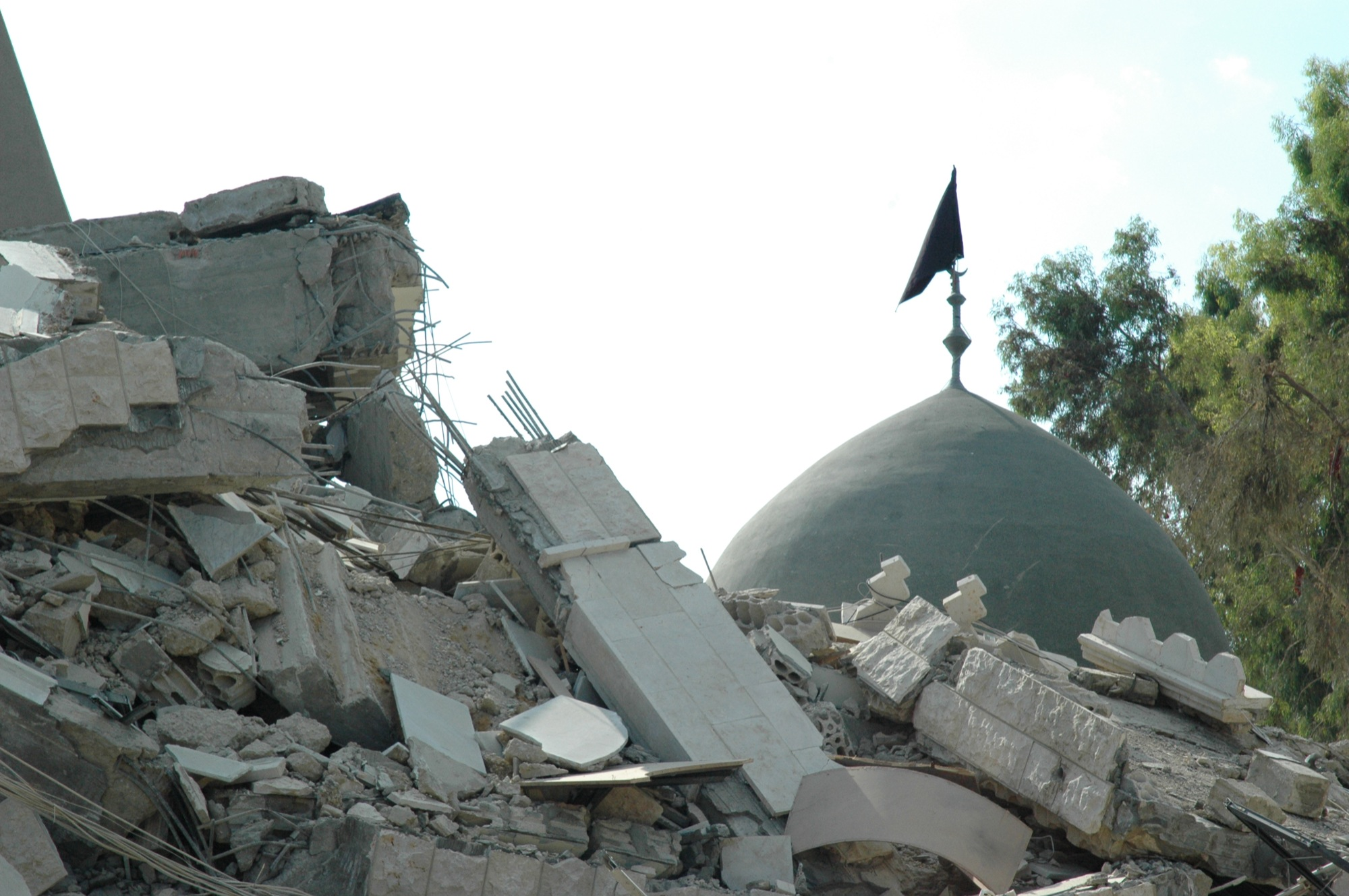
مسجد صيدا وسط الأنقاض بعد قصف جوي خلال النزاع الإسرائيلي اللبناني عام 2006.

حدث أثناء الحرب نزوح أعداد كبيرة من اللبنانيين قدر عددهم بنصف مليون نازح لبناني من مناطق القتال فقد استقبلت مدينة صيدا أكثر من مئة ألف نازح لبنانى وتوجه قسم كبير إلى سوريا وبلاد أخرى وتم إجلاء نحو 2000 من الرعايا الأجانب إلى سوريا وقبرص وقتل أثناء النزوح 18 مدنيا لبنانيا في قصف إسرائيلي على موكبهم
شهد الهجوم الإسرائيلي دعما كاملا من قبل الحكومة الأمريكية وحلفائها فقد ذكرت صحيفة «نيويورك تايمز» الأمريكية أن واشنطن تكثف جهودها لإرسال قنابل موجهة بالغة الدقة إلى إسرائيل التي طلبت تسريع الصفقة بعدما بدأت هجومها على لبنان ورفضت وزيرة الخارجية الأمريكية كوندوليزا رايس الدعوات الدولية لوقف فوري لإطلاق النار في لبنان مما دفع إلى القول إن عملية إسرائيل كانت مدروسة ومبيتة وتنتظر الولادة، وسارعت كونديليزا رايس إلى القول أن القتل في الشرق الأوسط هو مخاض الشرق الأوسط الجديد

## قصف حزب الله للمدن الإسرائيلية
كان مقر حزب الله في الضاحية الجنوبية لمدينة بيروت من المواقع التي استهدفها سلاح الجو الإسرائيلي منذ بداية القتال. فهدد الأمين العام لحزب الله حسن نصر الله بقصف مدينة حيفا إذا استمر قصف الضاحية الجنوبية فقامت منظمة حزب الله بإطلاق صواريخ على مدينة حيفا، بعدما كانت المنظمة قد أطلقت الصواريخ على بلدات وقرى أخرى شمالي إسرائيل. وأعلن في بيان له بعد القصف الصاروخي أنها «حربا مفتوحة على إسرائيل كما أختارت هي»، مهددا بقصف مدن في العمق الإسرائيلي تتجاوز مدينة حيفا، وكان هذا في بيان أذاعته قناة المنار وقناة الجزيرة.
عدد المدن التي أستهدفت:
1. كريات شمونه
2. شلومى
3. نهاريا
4. عكا
5. حيفا
6. صفد
7. كرمئيل
8. سخنين
9. المغار
10. طبرية
11. الناصرة
12. العفولة
13. رامات ديفد
14. بيسان
15. الخضيرة [22]

## الأسلحة التي استخدمت في الحرب
| 1. حزب الله: صواريخ: 1. كاتيوشا 2. فجر 3. رعد 4. آر بي جي - 29 5. سي 801 6. ستنجر 7. كورنيت المضاد للمدرعات الطائرات: المرصاد 1 | 1. إسرائيل: صواريخ: 1. ساعر 5 2. باتريورت 3. كروز الطائرات: 1. إف 15 2. إف 16 3. أباتشي القنابل: 1. JDAM 2. العنقودية الدبابات: 1. ميركافا |

## قصف البارجة الإسرائيلية
في نهاية أول تصريح للأمين العام لحزب الله بعد بدء الحرب، أعلن حسن نصر الله عن ضرب البارجة الحربية الإسرائيلية ساعر خمسة. اعترفت بعدها إسرائيل بمقتل 4 جنود. ونفت غرق البارجة. بعد قصف البارجة، أبعدت إسرائيل قطعها البحرية عن الشاطئ اللبناني تجنبا لتعرضها لضربات أخرى. في ما بعد أعلن حزب الله أنه ضرب بارجة ساعر 4.5 وزورق سوبر ديفورا قبالة شاطئ صور.

## نهاية الحرب
وقعت الغارة الأخيرة في الساعة 7,45 صباحا في 14 اغسطس 2006 واستهدفت بساتين الأطراف الشرقية لمدينة صور وبعد 15 دقيقة من هذا القصف دخل تطبيق قرار «وقف الأعمال العدائية» الذي نص عليه القرار 1701 لمجلس الأمن الدولي حيز التنفيذ . ونص القرار 1701 على إنهاء العمليات القتالية من كلي الجانبين وإضافة 15000 جندي لقوة «يونيفيل» لحفظ السلام مع انسحاب الجيش الإسرائيلي إلى الخط الأزرق وانسحاب قوة حزب الله إلى شمالي نهر الليطاني وانتشار الجيش اللبناني في الجنوب اللبناني. وبعد وقف إطلاق النار أشاد الرئيس السوري بشار الاسد بما أسماه أنتصارا لحزب الله في «معركة مجيدة» ضد إسرائيل في لبنان، بينما قال نظيره الإيراني محمود أحمدي نجاد إن حزب الله افشل خطط الولايات المتحدة للسيطرة على الشرق الأوسط.
بعد وقف إطلاق النار شهدت الضاحية الجنوبية لبيروت، معقل قيادي حزب الله عودة النازحين والمهجرين الذين تهجروا خلال 33 يوما من القتال الضاري كما شهدت الطرقات والشوارع المؤدية إلى المدن والبلدات جنوبي نهر الليطاني، ورغم ما لحق بها من تدمير، أزمة كبيرة جراء توجه النازحين، الذين كانوا قد فروا من الهجمات الإسرائيلية، إلى بيوتهم، التي ربما تكون قد سويت بالأرض ومن جهته، قال الأمين العام لحزب الله، حسن نصر الله، إن «مقاتلي الحزب سطروا نصراً تاريخياً ليس للبنان فقط بل لكل الأمة» وقد سموا النصر بـ النصر الإلهي لأنهم أنتصروا على أقوى جيش في الشرق الأوسط وأقوى سلاح طيران وقال إنه لن يدخل في جدل نزع سلاح الحزب وقال إن طرح هذا النقاش في هذه المرحلة وهذا الوقت «يخدم العدو ولا يخدم لبنان ولا الوحدة الوطنية». ومن ناحية أخرى قال نصر الله للتلفزيون اللبناني ولصحيفة «الحياة» اللندنية في سبتمبر 2006: «لو علمنا إن عملية الأسر ستقود إلى هذه النتيجة لما قمنا بها قطعاً.»  .
بعد وقف إطلاق النار ألقى رئيس الوزراء الإسرائيلي، إيهود أولمرت كلمة في الكنيست يستعرض ما اعتبره إنجازات الجيش الإسرائيلي في لبنان وما حققته إسرائيل من هذه المعارك ولكنه قوطع بأصوات معارضة في البرلمان الإسرائيلي وبخاصة من جانب النائب العربي، أحمد الطيبي، الأمر الذي أدى إلى طرده من الجلسة حيث قال الطيبي مقاطعا «هل هذا بيان انتصار؟ هل انتصرتم؟ لقد هزمتم يا سيد أولمرت!» وقال له: «هل تهدد بالاغتيالات؟ ماذا عن وقف إطلاق النار؟ هل تهدد بحرب ثانية؟» عندها صرخ الوزير زئيف بويم على النائب الطيبي قائلاً: «أنت مندوب لحزب الله.. أنت عميل لنصر الله!» ورد الطيبي صارخاً: «اخرس! أنت وزير وقح، وهكذا حكومة تضم وزراء سوقيين!».

## المهجرين اللبنانيين
بعد بداية المواجهة وجه الجيش الإسرائيلي تحذيرا لسكان جنوب لبنان بإخلاء المنطقة بالكامل والتوجه شمالا.، وقد أُعلن في لبنان عن استنفار مؤسسات الدولية بما فيها المدارس لمساعدة النازحين واستقبالهم.
قال يان ايجلاند مساعد الأمين العام للأمم المتحدة للشؤون الإنسانية إن عدد المهجرين في لبنان قد بلغ 600 إلفا، وان العدد يزداد بوتيرة عشرات الآلاف يوميا. وقد توجه النازحين إلى مدينة صيدا التي استقبلت أكثر من مئة الف نازح توزعوا على المدينة وشرق صيدا.وقال رئيس بلدية صيدا عبد الرحمن البزري أنهم انشئوا غرفة عمليات مشتركة مع هيئات المجتمع المدني كافة وجمعيات الكشاف في المنطقة. واشار إلى أن بين النازحين 7% مسنون و30% أطفال و6% يعانون من امراض مزمنة و2% حوامل إضافة إلى 0.5% ممن يعانون من اعاقات مختلفة. مدينة جزين استقبلت أكثر من أربعة آلاف وخمسمئة نازح. وفي مدينة بيصور القرية الجبلية التي تبعد نحو ثمانية عشر كيلومترا عن بيروت استقبل الأهالي أكثر من مئتين وسبعين عائلة. استقبلوهم في البيوت وهم يرفضون إطلاق عليهم اسم نازحين أو مهجرين بل يؤكدون «انهم ضيوفنا، ينزلون في بيوتنا ونأكل واياهم سوية وما يطالهم يطالنا». وفي مناطق الشمال تكررت الصورة واضطر الأهالي بعد امتلاء المدارس لتأمين غرف الفنادق مجانا للنازحين.
ويواجه النازحون مخاطر كثيرة فالجسور التي كانت منتصبة على الطريق الرئيسي المؤدي إلى صيدا قصفها الطيران الحربي الإسرائيلي، ما دفع بالسيارات إلى اللجوء إلى طرق بديلة في المناطق المرتفعة. كما أحدثت الهجمات بالقنابل الموجهة بالليزر والتي تصل زنتها إلى 450 كيلوجراما حفرا امتدت على مدى نصف الطريق السيار، جاعلة السيارات الخاصة وسيارات الأجرة تسير بشكل فوضوي وراء بعضها البعض في صف بطيئ إلى حد الملل.

## الرعايا الأجانب
تم إجلاء نحو 2000 من الرعايا الأجانب ووفقا لمسؤولي الجمارك غادر أكثر من 12 ألف سائح عربي لبنان إلى سورية، فقد قامت بريطانيا باجلاء 40 من رعاياها من بيروت والولايات المتحدة الأمريكية تعمل على خطة لنقل بعض من 25 ألف أمريكي في لبنان إلى قبرص وحذرت من التوجه عبر سوريا وفرنسا ولديها نحو 20 ألف، وأستراليا ويوجد نحو 25 ألفا، وكندا لديها أكثر من 40 ألف مواطن كندي ورعايا الدول الأوربية.
غادرت سفينة يونانية ميناء بيروت يوم 19 يوليو 2006 وعلى متنها ما بين 300 إلى 500 راكبا من اليونان ودول إسكندنافيا وفرنسا وبريطانيا وبدورها أرسلت الولايات المتحدة خمسة بوارج حربية على متنها أزيد من 2200 جندي من مشاة البحرية إلى لبنان للمساعدة في عمليات الإجلاء. وكان الإحصائيات الأمريكية تؤكد وجود حوالي 25 ألف مواطن أمريكي في لبنان، بينما قدر عدد الرعايا الفرنسيين بـ 20 ألفا والبريطانيين بـ 22 ألفا ومن جهة أخرى ارسلت الهند 4 من سفنها الحربية إلى بيروت لاجلاء الرعايا الهنود من هناك واجلت الفلبين حوالي 30 ألف شخص من لبنان.

## انظر أيضـا
- حزب الله
- الصراع اللبناني الإسرائيلي
- الخط الزمني للعمليات العسكرية لحرب لبنان 2006
- الصراع العربي الإسرائيلي
- ردود الفعل على الحرب الإسرائيلية على لبنان 2006
- استراتيجية الضاحية
- الهجوم الإسرائيلي على غزة (2008-2009)